# 勝田昇
勝田 昇（かつだ のぼる、1953年7月26日 - ）は日本の実業家。山口県出身。鹿児島大学水産学部卒。
1974年大阪魚市場（現OUGホールディングス）に入社。執行役員などを経て2013年5月ショクリュー（OUGホールディングスの子会社）社長。同年6月からOUGホールディングス取締役を兼務。2017年6月よりOUGホールディングス代表取締役社長。